# Ewald Könsgen
Ewald Könsgen (* 16. Juni 1941 in Oberpleis) ist ein deutscher mittellateinischer Philologe.

## Leben
Ewald Könsgen studierte an der Universität Bonn, wurde dort 1969 Assistent, 1972 promoviert und 1986 habilitiert. 1989 wurde er Professor für Lateinische Philologie des Mittelalters an der Universität Marburg. 2005 trat er in den Ruhestand.

## Schriften (Auswahl)
- Epistolae duorum amantium. Briefe Abaelards und Heloises?. Edition und Untersuchungen (= Mittellateinische Studien und Texte. Band 8). Brill, Leiden u. a. 1974, ISBN 90-04-03875-2 (zugleich Dissertation Bonn 1972).
- mit Dieter Schaller: Initia carminum Latinorum saeculo undecimo antiquiorum. Bibliographisches Repertorium für die lateinische Dichtung der Antike und des früheren Mittelalters. Vandenhoeck & Ruprecht, Göttingen 1977, ISBN 3-525-25610-8. (Digitalisat)
- Die Gesta militum des Hugo von Mâcon. Teil 1. Einleitung und Text (= Mittellateinische Studien und Texte. Band 18). Brill, Leiden u. a. 1990, ISBN 90-04-09199-8 (zugleich Habilitationsschrift, Bonn 1986).
- Die Gesta militum des Hugo von Mâcon. Teil 2. Auszüge aus dem Kommentar des Guido de Grana (= Mittellateinische Studien und Texte. Band 18). Brill, Leiden u. a. 1990, ISBN 90-04-09200-5 (zugleich Habilitationsschrift Bonn 1986).
- (Hrsg.): Arbor amoena comis. 25 Jahre Mittellateinisches Seminar in Bonn. 1965-1990. Steiner, Stuttgart 1990, ISBN 3-515-05625-4.
- (Hrsg.): Die Gedichte Arnulfs von Lisieux. († 1184) (= Editiones Heidelbergenses. Band 32). Winter, Heidelberg 2002, ISBN 3-8253-1304-2.
- (Hrsg.): Iohannes de Garlandia. Carmen de misteriis Ecclesie (= Mittellateinische Studien und Texte. Band 32). Brill, Leiden u. a. 2004, ISBN 90-04-13953-2.
- (Hrsg.): Das Leben der heiligen Elisabeth (= Kleine Texte mit Übersetzungen. Band 2; = Veröffentlichungen der Historischen Kommission für Hessen. Band 67). Elwert, Marburg 2007, ISBN 3-7708-1310-3.

## Weblink
- Könsgen, Ewald. Publikationen in der bibliografischen Datenbank der Regesta Imperii.